# Choloma
Choloma ist eine Stadt in Honduras. Sie befindet sich im Departamento Cortés.

## Geographische Lage
Choloma grenzt an die Städte Omoa, Puerto Cortés, San Pedro Sula und Lima.
Choloma hat zwei Innenstädte (Sektor Choloma und Sektor Lopez Arellano) und besteht aus insgesamt 41 Dörfern.

## Wirtschaft
Zur Kolonialzeit war vor allem die Landwirtschaft sehr wichtig in Choloma. Diese wurde jedoch durch zahlreiche Überflutungen immer wieder zunichtegemacht. Mitte des 19. Jahrhunderts kamen erste Bananensamen von Bananenplantagen aus Jamaika. Hieraus entstanden sehr große Bananenplantagen, speziell unter Mitwirken der New York Tropical Agricultural Company. Eine Eisenbahnlinie wurde errichtet, um den Export von Bananen zu erleichtern. Diese Linie verband Choloma mit San Pedro Sula und Puerto Cortés.
Anfang des 20. Jahrhunderts wurde mit dem Anbau von Zuckerrohr begonnen. 1919 wird in La Lima eine Zuckerfabrik errichtet, in der das gesamte Zuckerrohr aus Choloma verarbeitet wurde.
Im Jahre 1936 ging ein großer Teil der Bananenernte durch den Schimmelbefall Fusarium-Welke verloren. Woraufhin New York Tropical Agricultural Company seine Tätigkeiten verstärkt auf Südamerika ausrichtete. Die Landwirte fokussierten ihre Tätigkeit daher auf Geflügelhaltung und dem Anbau von Zitrusfrüchten. In den 50er Jahren wurde der Export von Holz wichtiger.
Heutzutage sind große Teile des Stadtbezirkes als steuerfreier Bereich gekennzeichnet worden, weshalb Choloma mittlerweile eine wichtige Industriestadt ist.

## Stadtgliederung
Choloma ist aufgeteilt in 5 Sektoren, die wiederum weiter unterteilt sind in einzelne Dörfer:
| Sector Los Bajos | Sector Los Bajos | Sector Los Bajos | Sector Los Bajos |
| --- | --- | --- | --- |
| - Agua Prieta - Banderas - Brisas Del Norte - Col. Magnolia - COPECO BID - El Higüero - El Porvenir                                                                              | - Guanacaste - Jardines del Norte - La Danta - La Davis - La Funez - La Gálvez - La Lechuga | - La Protección - La Unión - La Venta - Las Delicias - Las Garzas - Los Caraos - Lupo Viejo | - Montañuela - Monterrey - Poza Del Riel - Tibombo - Ticamaya - Waller Adentro - Waller Bordo |
| Sector Sur | | | |
| - B. Trincheras - Col. Altos De Santa Fe - Col. Armando Gale - Col. Edilberto Zolano - Col. Éxitos De ANACH - Col. Éxitos De ANACH - Col. Fe Y Esperanza - Col. Godoy            | - Col. Inés Carranza Barnica - Col. La Primavera - Col. La Unidad - Col. Las Colinas - Col. Las Pilas - Col. Las Torres - Col. Libertad De Anach> - Col. Lomas De Las Cascadas                                | - Col. López Arellano - Col. San Francisco Del Ceibon - Col. San Miguel - Col. Santa Fe Central - Col. Santa Fe Sur - Col. Sinor - Col. Trincheras - Col. Valle De Sula                                | - Col. Victoria - Col. Vista Hermosa - Col. Vista Hermosa - Res. Cerro Verde - Res. Las Cascadas - Res. Las Colinas - Res. Lomas De Las Cascadas - Res. Quintas San Miguel                       |
| Sector Centro | | | |
| - B. Abajo - B. Arriba - B. El Banco - B. El Centro - B. El Chaparro - B. El Guayabal - B. El Naranjal - B. Primavera - B. San Antonio - Col. A.D.H.E. - Col. Anexo Al Manantial | - Col. Armando Gale - Col. Bella Vista - Col. Bellas San Antonio - Col. Canadá - Col. Coco Norte - Col. Coco Sur - Col. El Manantial - Col. Granja #1 - Col. Granja #2 - Col. Japón - Col. Jardines Del Campo | - Col. Jardines Del Campo - Col. La Curva - Col. La Mora - Col. Las Lomas - Col. Loma Verde - Col. Los Leones - Col. Los Profesionales - Col. Monte Hebron - Col. Prado Norte - Col. Prado - Col. Rubí | - Col. Rubí - Col. Santa Fe - Col. Sato - Col. Sierra Verde - Col. Villa Cecilia - Lot. Reparto San José - Res. América - Res. Ciudad Jardín - Res. Europa - Res. San Carlos - Urbanización 2000 |
| Sector Norte | | | |
| - B. Concepción - B. Pueblo Nuevo - Boquitas Y Morales - Col. 11 De Abril - Col. 19 De Septiembre - Col. Brisas De Chamelecon - Col. Brisas De Chamelecon                        | - Col. CARE - Col. Ceden - Col. García - Col. INFOP - Col. Los Almendros - Col. Mississippi - Col. Pagan | - Col. San Francisco - Col. Twana - Los Laureles - Quebrada Seca - Res. Bosques de Choloma - Res. Los Prados - Río Bijao                                                                               | - Río Blanquito - Río Nance - San Antonio - San José |
| Sector de Omoa | | | |
| - Brisas De San Antonio - Buena Vista El Rancho - Buenos Aires California - Buenos Aires Chachaguala - Cerro Negro - Chorreron                                                   | - El Barrial - El Porvenir - El Rancho - El Tamarindo - La Jutosa - Las Flores | - Maria Y Planes - Nueva Ceibita - Ocotillo Occidental - Palma Real - Portillo - San Antonio de Las Quebradas                                                                                          | - San Isidro - San Marcos Del Majaine - Santa Marta |

## Bürgermeister
Liste der Bürgermeister von Choloma:
| - 1894: José María Cobas B. - 1895: Jesús Urbina - 1896: Ángel Vaquero - 1902: José D. Portocarrero - 1903: Pedro Hernández - 1916: Alonso G. Urbina - 1917: Pedro Alemán - 1918: Justiniano Aguiluz - 1919: Dionisio Ortega - 1920: Pablo Reyes - 1927: Ildefonso Martínez - 1928: Pablo Reyes - 1929: Guillermo Mayes - 1931: Pablo Reyes - 1932: José Cándido Mejía - 1933: Pablo Reyes - 1934: José María Galdamez |  | - 1935: Máximo Zúniga - 1936: Carmen Bardales - 1937: Eduardo Ramos - 1938: Roque Moreira - 1943: Raimundo Tejada - 1944: Juan Martínez - 1945: Ernesto Tejada - 1946: Rafael García Caballero - 1947: Roque Matta - 1948: Luciano Hernández Henríquez - 1950: Roque Matta - 1954: Jacinto Medina R. - 1955: Jesús Alcacer - 1959: Selvin Peña - 1962: Manuel Pagan Lozano - 1964: Leopoldo Aguilar Cantarero - 1965: Arnold Alcacer |  | - 1966: Luciano Hernández Henríquez - 1969: Juan Pagan Lozano - 1971: Manuel Pagan Lozano - 1973: Fausto Deras Velásquez - 1976: Circuncisión Hernández Cruz - 1980: Miguel Ángel Alvarado - 1982: Blanca Aída Reyes Contreras - 1984: Rómulo Castellón Casco - 1986: Julio César Yánez Cerna - 1987: Blanca Alicia Milla Vda. de Yánez - 1990: Gustavo Adolfo Torres - 1994: José Armando Gale - 1998: José Armando Gale - 2002: Sandra Derás Rivera - 2006: Leopoldo Crivelli |

## Sicherheit
Choloma hat massiv unter hoher Kriminalität zu leiden. Choloma hat eine der höchsten Mordraten in Honduras, einem Land das in dieser Kategorie eine der traurigen Spitzenpositionen weltweit einnimmt. Von Spaziergängen und längeren Aufenthalten in der Öffentlichkeit sollte, auch bei Tag (!), dringend abgeraten werden.